# Herzogsdorf
Herzogsdorf là một đô thị thuộc huyện Urfahr-Umgebung thuộc bang Oberösterreich, Áo. Đô thị Herzogsdorf có diện tích 35 km², dân số thời điểm năm 2006 là 2389 người.